# اجسام انکلوزیونی
اجسام انکلوزیونی اجزایی از هسته سلول یا سیتوپلاسم، از جنس پروتئین هستند. آن‌ها به‌طور معمول محل‌هایی از ضایعات ویروسی را در یک باکتری یا یک سلول یوکاریوتی نشان می‌دهند و معمولاً شامل پروتئین‌های کپسید ویروسی هستند. اجسام انکلوزیونی همچنین می‌توانند نشانه‌هایی از بیماری‌های ژنتیکی یا برخی بیماری‌ها مانند بیماری پارکینسون باشند.
اجسام انکلوزیونی شامل مقدار بسیار کم، پروتئین، اجزای ریبوزوم یا دی‌ان‌ای / آران‌ای هستند. پیشنهاد شده‌است که جسم درونی سازه‌ای پویا است که توسط یک توازن نامتعادل بین پروتئین‌های مشتق شده و محلول اشریشیا کلی.

## ساختار
اجسام انکلوزیونی شامل یک غشای چربی غیرمستقیم است. اجسام انکلوزیونی به‌طور کلاسیک حاوی تاشدگی پروتئین است.

## تولید پروتئین‌های نوترکیب
پروتئین‌های نوترکیب می‌توانند در دو میزبان پروکاریوتی و یوکاریوتی تولید شوند، با این وجود پروتئین‌های نوترکیب به دلیل جمع شدن جزئی و تا خوردگی نامناسب منجر به تولید اجسام انکلوزیونی شوند که لازم است تا در ساختار مناسب خود دوباره تا خورده شوند.

## ذرات ویروسی
اجسام نگری در بیماری هاری
- اجسام گوارنیری در ویروس واکسین
- اجسام پاشِن در ویروس آبله
- اجسام بولینگر در زگیل آبکی[۶]

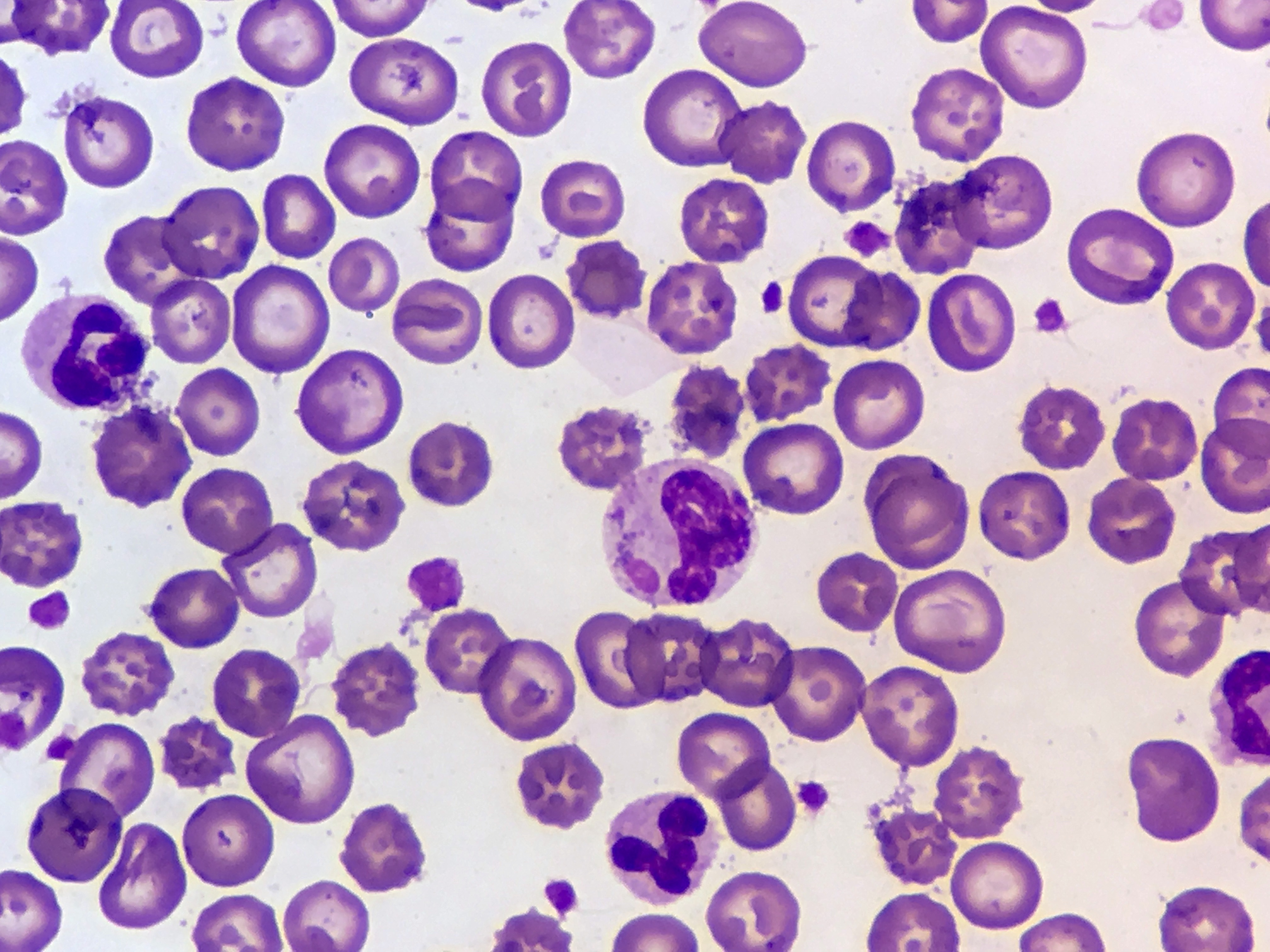
اجسام انکلوزیونی در کشت خون یک سگ مبتلا به دیستمپر (رنگ‌آمیزی رایت)

- اجسام ائوزینوفیلی در هرپس سیمپلکس و ویروس واریسلا زوستر[۷][۸]
- اجسام تورس در تب زرد، فلج اطفال و آدنوویروس[۹][۱۰]